# Jimmy Gardner
Pour les articles homonymes, voir Gardner.
Jimmy Gardner, né le 24 août 1924 à Newmarket et mort le 3 mai 2010, est un acteur britannique.

## Biographie
Il est principalement connu pour avoir joué Ernie Danlmur, le conducteur du Magicobus dans les films Harry Potter et dans Gigolo malgré lui, en 2005. Sa première apparition au cinéma fut dans le film Les Maléfices de la momie, en 1964.

## Filmographie
- 1964 : Les Maléfices de la momie
- 1964 : Doctor Who (série TV) : Épisode « Marco Polo » : Chenchu
- 1965 : He Who Rides a Tiger
- 1965 : The Murder Game (en)
- 1968 : The Committee
- 1970 : Take a Girl Like You (en)
- 1971 : Up for the Cup
- 1971 : Up the Chastity Belt (en)
- 1971 : Say Hello to Yesterday (en)
- 1971 : L'Étrangleur de Rillington Place
- 1972 : Frenzy
- 1973 : Take Me High (en)
- 1975 : Flame
- 1976 : Short Ends
- 1978 : Doctor Who (série TV) : Épisode « Underworld » : Idmon
- 1979 : Tess
- 1984 : La Compagnie des loups
- 1990 : Aux sources du Nil
- 1991 : Robin des Bois, prince des voleurs
- 1995 : Thin Ice
- 1998 : Il Mio West
- 2004 : Harry Potter et le Prisonnier d'Azkaban comme Ernie Danlmur
- 2004 : Neverland
- 2005 : Gigolo malgré lui